# Ерне Кираљ
Ерне Кираљ (Суботица, 16. март 1919 — Нови Сад, 14. децембар 2007) био је српски и мађарски композитор из Војводине, пионир и један од најзначајнијих композитора авангардне музике на простору СФРЈ.

## Биографија
Композитор Ерне Кираљ (мађ. Király Ernő) завршио је музичку школу у Суботици, на одсеку за дувачке инструменте (труба). Радио је у новосадском градском и позоришном оркестру, био је активан као музички уредник Радио Новог Сада и као хорски диригент и руководилац музиколошког одбора Војвођанског музеја. У сврху откривања нових звучних простора и путева организације музичког дела Кираљ је много својих композиција базирао на импровизационој техници те их је бележио у виду музичке графике (Соната геометрика, Ацтионес, Флора 2, Флора 7, итд). Стим у вези је и његов рад као градитеља инструмената. Наиме, Кираљ је конструисао два оригинална инструмента (Цитрафон и таблофон) на којима је сам изводио своја дела и импровизовао.

## Признања
Добитник је награде за допринос развоју југословенске музике (награда Ослобођења Војводине, 1990), а 1995. именован је за редовног члана Мађарске академије уметности (Magyar Mývészeti Akadémia) у Будимпешти. 

## Дела
Оркестарска дела:
- "Diptychon No. 1",
- Кроз маглу,
- Прича о вуку,
- "Intermezzo",
- "Actiones",
- "Reflexion 8",
- "Zingarella"

Вокално-инструментална и вокална дела:
- "Ponoãni rondo" и Камена плоча, песме за глас и клавир на стихове мађарских песника,
- Опроштај за соло, хор и камерни оркестар,
- Приче скакавца певача за хор и оркестар /под истим насловом је и композиција за говорни пев и оркестар/,
- Берачица кудеље /Апсурдна прича/ за рецитаторе и удараљке,
- "Reflexió No 6." за вокал и гудачки оркестар,
- "Lamento" /Четири вранца лете за мном/ за вокал и инструментални ансамбл,
- "Flores" /Мађарске љубавне песме/ за вокал и инструменте,
- Тачке и линије за вокал и инструментални ансамбл,
- Натпис на балону за рецитатора, флауту и гудачки оркестар,
- Црно бело за вокал и инструментални ансамбл,
- "Cantus No 14." за вокал и гудачки оркестар,
- "Diptychon No 3." за мешовити хор, итд.

Инструментална музика:
- Варијације за гудачки квартет и за флауту и клавир,
- Рапсодија за виолину и клавир,
- Свита за кларинет и клавир,
- Пролећна песма и Јесења песма за виолончело и клавир,
- Полyном А + Б за пет дувача,
- Дремање у Велеграду за виолончело и клавир,
- "Burlesca" за дувачки квинтет;

Клавирске композиције:
- Две сонатине,
- Варијације,
- Мала свита,
- "Toccata pentatonica",
- "Cancona pentatonica" итд.

Дела за цитрафон и таблофон:
- Соната за два рецитатора и цитрафон,
- Флора бр. 10 /Гладиола/,
- Поема о зори за цитрафон и магнетофон,
- Тачке и линије за цитрафон у два слоја, Цитерафонија
- Алфабетум, за таблофон.

Остала дела:
- "Sandwich" за инструментални ансамбл, магнетофон, пројектоване слике и плесаче,
- "Lamento" за цитрафон, магнетофон и плес,
- Поема о зори (електронска музика),
- Небо (електронска музика),
- "Bacchanale" (Студија бр. 2), за тамбурашки оркестар,
- Рефлексије за виолончело и тамбурашки оркестар,
- Мноштво обрада народних мелодија војвођанских Мађара,
- Музику за дечје комаде, композиције за дечји хор и оркестар или за глас и клавир.

Кираљ је био активан и у области филмске музике и радиофоније. Такође, бавио се мелографијом а написао је и већи број етномузиколошких студија, уџбеника за цитру, те многобројних чланака и критика које су објављиване у дневним листовима или емитоване на радију.
Умро је у Новом Саду 14. децембра 2007.